# Bendt Hjelm-Jensen

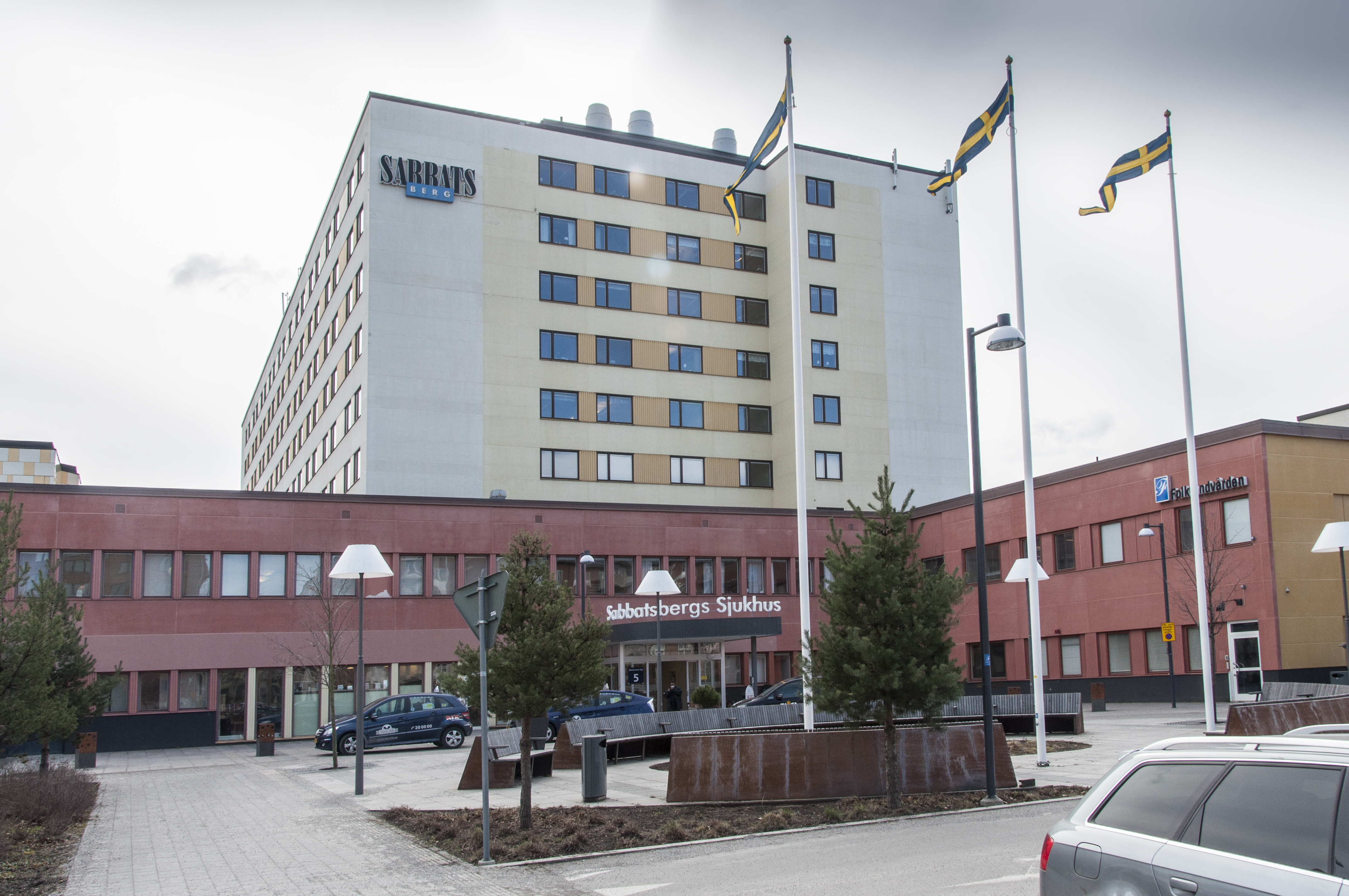
Sabbatsbergs sjukhus (1967 - 1970), tillsammans med Uddenberg

Bendt Einar Hjelm-Jensen, född 21 oktober 1920 i Köpenhamn, död 8 januari 2014 i Saltsjöbadens församling, var en dansk-svensk arkitekt.
Hjelm-Jensen, som var son till huvudbokhållaren Einar Jensen och Sigrid Hjelm, utexaminerades från Kunstakademiets Arkitektskole i Köpenhamn 1945. Han var arkitekt hos Gustaf Birch-Lindgrens Arkitektkontor AB i Stockholm 1946–1955 och delägare (tillsammans med Ingrid Uddenberg) i Arkitektfirma Uddenberg och Hjelm AB från 1955. Han ritade bland annat ett flertal sjukhus och, efter amerikansk förebild, Sveriges första motell i Fleninge (1954).